# Guandulito
Dionisio Mejía (Higüey, 23 de marzo de 1911-Santo Domingo, 16 de junio de 1979), Conocido artísticamente como  "Guandulito". Fue un compositor y cantante dominicano de Merengue Típico. Introducía cuentos y comentarios creativo, ingenioso y graciosos para el buen funcionamiento de sus merengues, y las letras de sus merengues también estaban amenizadas con un toque de flexibilidad y espiritualidad.

## Biografía
Nació el 23 de marzo de 1911, en Higüey, La Altagracia. Hijo de Adelina Mejía. Se le dio este apodo de "Guandulito" por sus ojos color verde. A los siete años de edad Mejía pasó a vivir a La Romana, junto a su tío Andrés Mejía, quien tocaba el acordeón, cuyo instrumento Mejía aprendió a tocar.
Guandulito quien sostenía un matrimonio con Juvinita Rambalde (A quien le dedicó la canción "Jovinita") con la que procrearon nueve hijos de ello solo uno es músico y pastor de una iglesia cristiana, el famoso cantante cristiano Marcos Yaroide. 
La música de Mejía le dio la vuelta a la República Dominicana, porque eran merengues que por sus jocosidades, los oyentes siempre trataban de escucharlos. En la región Este de la República Dominicana (de donde era Guandulito) ha producido muy pocos músicos de renombre por eso es la región que menos músicos ha producido en lo que se refiere a merengue Típico.
Su carrera como compositor empezó bajo la representación de Bartolo Primero, luego con el empresario artístico Radhamés Aracena, (fundador del sello discográfico "La Guarachita" y también de Radio Guarachita) con quien grabaría la mayoría de sus trabajos. 
Compuso varias canciones dedicada al tirano Rafael Leónidas Trujillo, cantándole alabanzas a su dictadura, algo común para muchos músicos de esa época en la República Dominicana, los cuales lo llevaron a una gran popularidad. Pero su suerte empeoró cuando derrocaron a Trujillo del poder, tuvo un gran declive musical y personal,  ya que el repudio de las personas hacia Trujillo y sus seguidores los llevaron hasta a agresiones físicas hacia el cantante, según contó en una entrevista junto al periodista Danilo Arzeno: 
"Por cantarle a Trujillo me rompieron varios acordeones y me dieron un palo en la cabeza" (Contó el cantante). (Pag. #70, Pár. #247).
Varios años después Mejía recuperó su espacio a fuerza de calidad y esfuerzo conquistando así la aceptación del público, con temas como: El cuento de la Guinea, El Rebú, La Cariñosa, entre otras. Pero su resurgir fue efímero ya que la competencia se hacía fuerte, con el surgimiento de varios artista competentes, tales como Tatico Henríquez, Bartolo Alvarado, Paquito Bonilla, entre otros. Gracias a la comercialización del arte popular Mejía fue sacado de la competencia. La competencia fue tan fuerte que le causó una economía caótica, la cual lo llevó a vivir en la extrema pobreza.
Guandulito en un momento fue merenguero exclusivo de la Radio Guarachita, una empresa radio difusora propiedad de Radhamés Aracena.

## Muerte
Murió el 16 de junio de 1979, en Santo Domingo, sin ceremonias lujosas y sin oficios ni ocupación, en la extrema pobreza y casi en el olvido, a quien solo le recordaban varios de los viejos oyentes amante de su música y del Merengue Típico. A su sepelio acudieron el empresario Corporán De Los Santos y Joseíto Mateo, quienes decidieron comprar el féretro (Según Corporán, Pag. #72).

## Discografía
Guandulito y Su Conjunto (1960)
1. San Juan de Puerto Rico
2. La Historia de Un Amor
3. El Que Evita No Es Cobarde
4. Amor de Un Juego
5. Machete Terciao
6. Desde Jovencita
7. El Guapo del Barrio
8. La Moda de los Pantalones
9. Cuando Pelea No Cocina
10. La Mafia
11. Mi Manita
12. Los Teenagers

Merengues (1960)
1. Cárcel Calabozo
2. El Gallo Giró
3. Ojitos de Azabache
4. Mis Tres Amores
5. Ramonita
6. No Me Mates Con Cuchillo
7. Marinita
8. Preciosa Joven
9. Carmencita
10. Amores de Mujer Ajena
11. Corazón Que Sufre
12. Muriendo de Amor

Parranda En Sabana Iglesia (1960)
1. El Pegao
2. El Compadre
3. El Rebú
4. El Mesías
5. El Haitiano (Candelo)
6. Sabana Iglesia
7. La Mujer Celosa
8. Las Dos Garzas
9. Amor de Mujer Ajena
10. En Mi Viejo San Juan

En New York (1960)
1. Los Dominicanos
2. La Mujer Celosa
3. Guandulito en N.Y.
4. Pájaro del Agua
5. Carmencita
6. La Cabellera
7. Juancito el Dulce
8. Contestación al Compadre
9. Clínica de Amor
10. El Refrán de las Mujeres
11. Palo a la Tumba
12. No Se Me Salva Ninguna

La Chiva Blanca de Don José (1960)
1. La Chiva Blanca
2. Se Acabó la Esclavitud
3. Chumba la Chumba
4. La Negra en el Jardín
5. María Estela
6. La Revancha
7. La Madrugadora
8. El Refrán de las Mujeres
9. Porque No Me Llamas
10. Una Mañana de abril

Merengues (1974)
1. Volvimos de Nuevo
2. Los Dos Sabios
3. Le Sale Un Dulcito
4. A Volar Paloma
5. La Polilla
6. La Mujer Domina
7. Que Bueno Es Mamá
8. El Pantalón
9. La Mujer Que Yo Quiero
10. Compay Mateo
11. Paloma de Cueva
12. El Gallo Tuyo

Haciendo Historia (con Wilfrido Vargas; 1979)
1. Carmen
2. Marinita
3. Candelo
4. La Mujer de Mis Hijos
5. Miledys
6. Jovinita
7. Ay Chichi
8. El Hombre Celoso
9. El Refrán de las Mujeres
10. El Cangrejo